# Квадрупла
Квадрупла (от итал. quadruple — четверной) — курсовая монета итальянских государств, чеканившаяся в Папской области, Неаполе, Милане и других крупных городах Италии из высокопробного золота. Монета была эквивалентна четырем золотым скудо или двум золотым доппиям. Как и на эскудо, на квадруплах чеканился геральдический щит, в основном круглой формы.

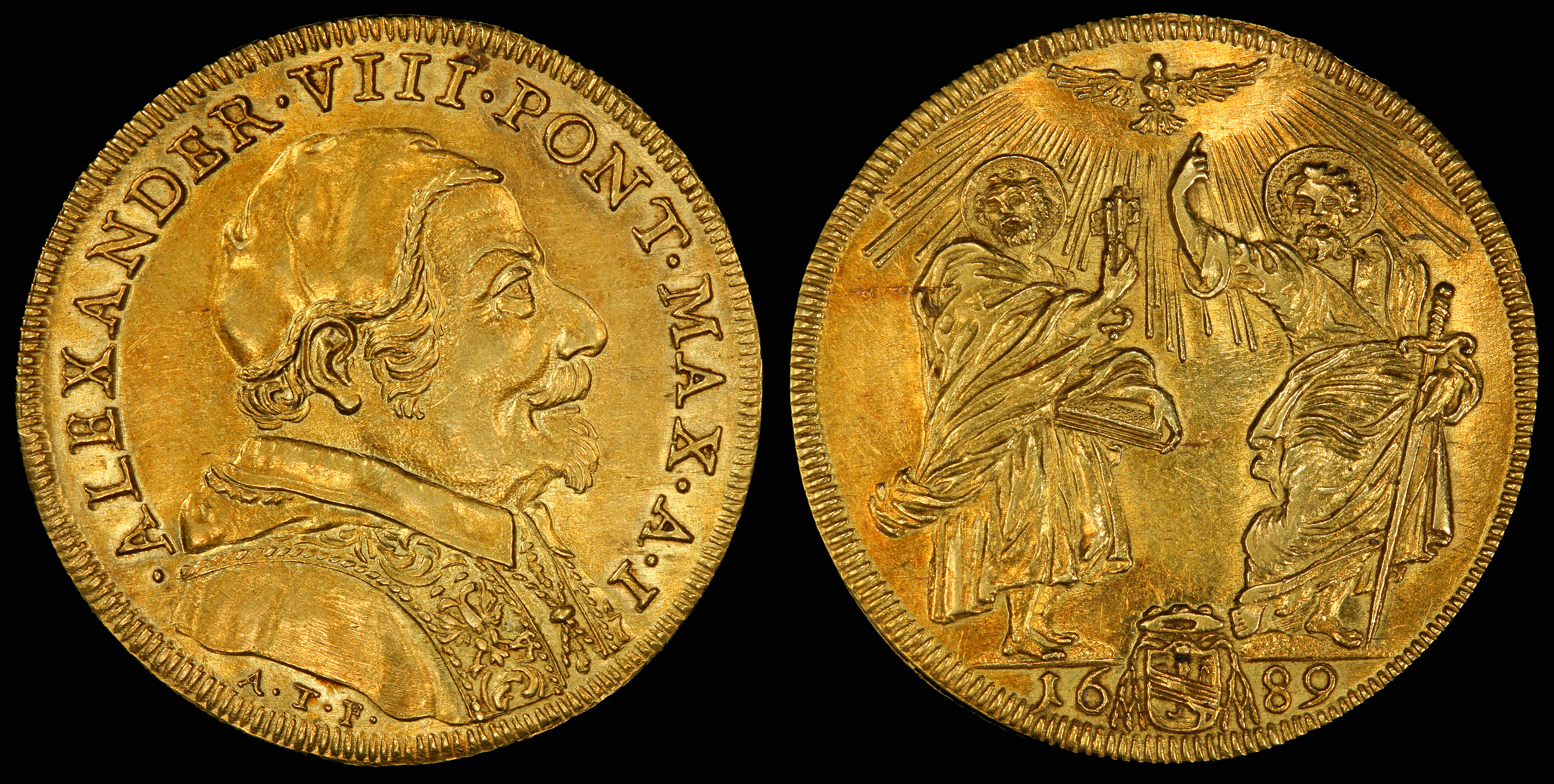
Квадрупла Александра VIII

На папских квадруплах чеканились аллегорические фигуры. Монета имела массу в 21,88 грамма при 917-й пробе золота. 

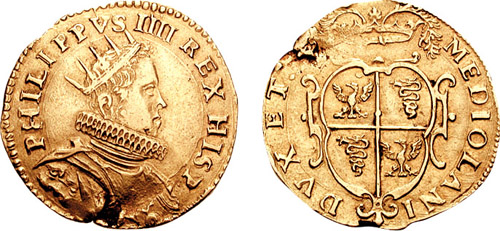
Миланская квадрупла

В Милане из дукатного (технически практически чистого золота, 986 проба в метрической системе), небольшими тиражами квадруплу чеканила Мария Терезия. Масса монеты составляла примерно 13 граммов. Также квадрупла чеканилась во время испанского владычества.